# Biểu tình Catalunya 2019
Các cuộc biểu tình Catalunya 2019 là một phong trào phản kháng kéo dài bằng cách kết án chín nhà lãnh đạo độc lập xứ Catalunya trong một phiên tòa năm 2019 của Tòa án Tối cao Tây Ban Nha. Họ đã bị kết án về tội gây mê và các tội ác khác chống lại nhà nước Tây Ban Nha vì vai trò của họ trong việc tổ chức cuộc trưng cầu dân ý độc lập Catalunya 2017.

## Bối cảnh
Catalonia Tây Ban Nha có một phong trào độc lập lâu đời, trong đó tìm cách thiết lập Catalonia như một nước cộng hòa độc lập và có chủ quyền, do đó phá vỡ Vương quốc Tây Ban Nha. Một cuộc trưng cầu dân ý về quyền tự quyết của người Catalunya năm 2014 đã dẫn đến một chiến thắng lở đất cho những người ủng hộ nền độc lập của xứ Catalan, điều này đã thúc đẩy chính quyền Catalan tiến hành cuộc trưng cầu dân ý về độc lập năm 2017 của Catalunya, mà họ sẽ ràng buộc và dẫn đến sự độc lập của xứ Catalunya.
Chính phủ Tây Ban Nha, lúc đó do Mariano Rajoy lãnh đạo, tuy nhiên, coi đây là hành động ly khai bất hợp pháp và kháng cáo lên Tòa án tối cao Tây Ban Nha để ngăn chặn cuộc trưng cầu dân ý. Tòa án tối cao cạnh tranh và ra lệnh cho Catalunya hủy bỏ cuộc trưng cầu dân ý.
Chính phủ Catalunya tự trị, tuy nhiên, đã từ chối và tổ chức trưng cầu dân ý bất chấp lệnh ràng buộc của Tòa án Tối cao. Chính phủ Tây Ban Nha đã phát động Chiến dịch Anubis, trong đó họ đã cố gắng ngăn chặn cuộc trưng cầu dân ý bằng cách đột kích các trạm bỏ phiếu, ngăn chặn việc in và xuất bản các tài liệu bầu cử, gỡ bỏ các trang web ủng hộ hoặc cung cấp thông tin cho cuộc trưng cầu dân ý và truy tố các nhà tổ chức. Chính phủ Catalunya chống lại hoạt động của cảnh sát và tiến hành trưng cầu dân ý.
Đến cuối ngày bỏ phiếu, chính phủ Catalunya đã tuyên bố rằng cuộc trưng cầu dân ý đã được tổ chức thành công và tuyên bố rằng hơn 90% cử tri đã bỏ phiếu độc lập với tỷ lệ cử tri 43%. Chín ngày sau, với lý do kết quả cuộc trưng cầu dân ý, Quốc hội Catalunya đã bỏ phiếu và ban hành tuyên bố độc lập của xứ Catalunya, tuyên bố một nước Cộng hòa Catalunya độc lập.
Tuy nhiên, tuyên bố này mâu thuẫn trực tiếp với Điều 115 Hiến pháp Tây Ban Nha, cũng như các mệnh lệnh của tòa án tối cao Tây Ban Nha và Chính phủ Tây Ban Nha. Vì lý do này, chính phủ Tây Ban Nha đã chấm dứt quyền tự trị của khu vực và áp đặt sự cai trị trực tiếp đối với Catalunya, giành quyền kiểm soát toàn bộ các tổ chức và cơ sở hạ tầng của chính phủ tự trị. Chính phủ Tây Ban Nha, cùng với Đảng Vox cực hữu, sau đó bắt đầu khởi tố một vụ kiện chống lại một số nhà lãnh đạo của khu tự trị, cũng như những người tổ chức trưng cầu dân ý. Họ đã được đưa ra trước Tòa án Tối cao Tây Ban Nha trong phiên tòa xét xử các nhà lãnh đạo độc lập của Catalunya.
Vào ngày 14 tháng 10 năm 2019, chín trong số các nhà lãnh đạo độc lập của Catalan đã bị kết án từ chín đến 13 năm tù, với ba người khác bị phạt. Các cuộc biểu tình đã nổ ra để phản đối phán quyết của Tòa án Tối cao ngay sau đó

Estelada Xanh lam, một biểu tượng chung của phong trào độc lập của người Catalunya được sử dụng trong các cuộc biểu tình

Estelada Đỏ, một biểu tượng chung của phong trào độc lập của người Catalan được sử dụng trong các cuộc biểu tình